# 後藤康夫 (俳優)
後藤やすお（ごとう やすお、旧芸名：後藤康夫〈読み方同じ〉1958年3月23日 - ）は、東京都出身の俳優。身長は168cm、チェスト96cm、ウェスト85cm、ヒップ96cm、靴のサイズは26cm、血液型はA型である。宝井プロジェクト所属。

## 出演

### テレビ

#### テレビ朝日
- はぐれ刑事純情派 - 痴漢 役
- OL銭道 - インド人 役
- 恋人をつくる100の方法 - クラブ店長 役
- 可愛いだけじゃダメかしら? 第8話（1999年3月1日）
- DOCTORS〜最強の名医〜（2018年） - 大村完二

#### TBS
- パパはニュースキャスター 第8話（1987年） - 配送員 役
- オヨビでない奴! 第20話（1987年） - 新聞屋 役
- 水曜ドラマスペシャル
  - 「それゆけ孔雀警視」（1987年4月22日）
- 笑顔の法則 - 駅員 役
- もしも願いがかなうなら - コンビニ店長 役
- セカンド・チャンス - 変態男 役
- ぼくが地球を救う - よっぱらい上司 役
- おとうさん - 人事部の人 役
- パパはニュースキャスターSP
- そうか、もう君はいないのか
- タイガー＆ドラゴン 第7話（2005年5月27日） - 洋品店店主 役[1]

#### フジテレビ系列
- 古畑任三郎（1999年4月27日） - 多々羅 役
- はるちゃん6 - スケベな中年客 役
- 世にも奇妙な物語 - 警官 役
- 私を旅館に連れてって - 客 役
- ダイヤモンドガール - パラダイスの客 役

#### 日本テレビ
- 熱中時代 第2シリーズ 第35話「みね子が連れ戻される⁉」（1981年） - 店員 役
- フレーフレー人生! - キャバクラ店店長 役
- サイコドクター - 事務員 役
- 彼女が死んじゃった - キャバクラ 役
- レッツ・ゴー!永田町 - 野々村の関係者 役
- CAとお呼びっ! 第1話
- バンビ〜ノ!

#### NHK
- はやぶさ新八御用帳 - 酔っ払い 役
- NHK金曜時代劇 物書同心いねむり紋蔵 - 酔客 役

#### テレビ東京
- のりもの王国ブーブーカンカン - お茶の湯博士 役

### 映画
- チキンハート